# اندل، کوتس-دارمور
اندل، کوتس-دارمور (به فرانسوی: Andel, Côtes-d'Armor) یک کمون در فرانسه است که در Canton of Lamballe واقع شده‌است.

## خصوصیات
اندل ۱۲٫۲۰ کیلومترمربع مساحت و ۱٬۰۵۵ نفر جمعیت دارد.